# Federación de Arabia del Sur
La Federación de Arabia del Sur (árabe: اتحاد الجنوب العربي Ittiḥād Al-Ŷanūb Al-‘Arabī; inglés: Federation of South Arabia) fue una federación de breve duración desde el 4 de abril de 1962 al 30 de noviembre de 1967, formada por la colonia británica de Adén y la Federación de Emiratos Árabes del Sur, un protectorado británico; sucedida por el Estado de la República Democrática Popular de Yemen, que se uniría luego a la República Árabe de Yemen para formar la República de Yemen.

## Aerolíneas
Las siguientes aerolíneas habían operado desde La Federación de Arabia del Sur:
Aden Airways (1949-1967). Cesó sus operaciones el 30 de junio de 1967 en el momento de la retirada británica de la Federación y el Protectorado de Arabia del Sur.

## Estados integrantes de la federación
- Adén
- Alawi
- Aqrabi
- Audhali
- Beihan
- Dathina
- Dhala
- Fadhli
- Haushabi
- Lahij
- Bajo Aulaqi
- Baja Yafa
- Maflahi
- Shaib
- Emirato del Alto Aulaqi
- Sultanato del Alto Aulaqi
- Wahidi Balhaf

- Datos: Q834486
- Multimedia: Federation of South Arabia / Q834486